# Len (groupe)
Pour les articles homonymes, voir Len (homonymie).
Len est un groupe de rock alternatif canadien, originaire de Toronto, en Ontario. Ils sont connus pour leur tube Steal My Sunshine sorti en 1999. Le groupe est constitué de Marc Costanzo (chant, guitare) et de sa sœur Sharon Costanzo (chant, basse).

## Biographie
Len est formé à Toronto, en Ontario, en 1991 par Marc « The Burger Pimp » Costanzo et sa sœur Sharon. À leurs débuts, Marc s'occupe des démos et Sharon du chant. Par la suite, ils commencent à s'intéresser progressivement au hip-hop publiant un EP et deux albums indépendants entre 1992 et 1996 (dont Get Your Legs Broke). 
Au fil du temps, Len recrute de nouveaux membres dont D Rock, DJ Moves, et Planet Pea. Ils remportent le succès grâce au single pop Steal My Sunshine, issue de la bande originale du film Go Set the Stage (1999) ; le single fait initialement partie du premier album de Len, You Can't Stop the Bum Rush, publié plus tard la même année,. Steal My Sunshine devient un hit conséquent. Le groupe tente ensuite de suivre le rythme avec des singles comme Feelin' Alright et Kids in America en 1999 et 2000, mais sans succès. Pendant leur montée en popularité, le groupe faisait participer Brendan Canning,, qui sera cofondateur du groupe Broken Social Scene peu après son départ de Len. Après leur single en 1999, le duo est nommé pour un Juno Award en 2000 dans la catégorie de meilleur nouveau groupe.
Len signe avec Dreamworks Records, et enregistre une suite, mais le label mettra la clé sous la porte ; les chansons seront publiées en 2005 sous le titre The Diary of the Madmen. Len se sépare peu après, malgré les efforts de Marc et Sharon qui publieront l'album It's Easy If You Try en 2012. Le groupe redevient actif en 2012.

## Discographie

### Albums studio
- 1994 : Superstar
- 1996 : Get Your Legs Broke
- 1999 : You Can't Stop the Bum Rush (46e place du classement hebdomadaire américain des meilleures ventes d'albums, certifié disque d'or par la RIAA)
- 2002 : We Be Who We Be
- 2005 : The Diary of the Madmen

### EP
- 1992 : Self-Titled

### Singles
- Slacker (1994)
- Candy Pop (1995)
- Showoff (1995)
- Smarty Pants (1996)
- She's Not (1997)
- Trillion Daze (1997)
- Steal My Sunshine (1999) (meilleur classement : n°9 aux États-Unis, n°8 au Royaume-Uni, n°3 en Australie, n°1 au Canada)
- Feelin' Alright (1999)
- Cryptik Souls Crew (2000) (n°28 au Royaume-Uni)
- Kids in America (2000)
- Bobby (2002)
- It's a Brother Sister Thing (2003)

## Tournées
- 1997 : Edmonton
- 1999 : Edgefest
- 2000 : Stampede
- 2003 : Four Ways to Rock Road Trip

## Récompenses
| Cérémonie              | Année | Récompense                                        | Chanson           |
| ---------------------- | ----- | ------------------------------------------------- | ----------------- |
| MuchMusic Video Awards | 1999  | Best Video (meilleur clip)                        | Steal My Sunshine |
| MuchMusic Video Awards | 1999  | Best Pop video (meilleur clip pop)                | Steal My Sunshine |
| MuchMusic Video Awards | 1999  | Favourite Canadian Video (meilleur clip canadien) | Steal My Sunshine |